# 2020-as női kézilabda olimpiai selejtezőtorna
A 2020-as IHF női olimpiai kvalifikációs tornát 2021. március 19–21. között rendezték meg Spanyolországban, Magyarországon és Montenegróban. A tornán összesen tíz csapat vett részt, a csoportok első két helyezettje kvalifikálta magát a tokiói olimpiára.
A sorozatot eredetileg 2020. március 20. és 22. között rendezték volna meg. 2020. március 13-án az IHF elhalasztotta a versenyt a koronavírus-járvány miatt. A mérkőzéseket végül egy évvel később játszották le.

## Lebonyolítás
Három olimpiai kvalifikációs csoportba 3-3, illetve 4 csapatot soroltak. A tornán tíz olyan csapat játszott, amelyek még nem kvalifikálták magukat az olimpiára.
A tiz csapatot három csoportba osztották az alábbi táblázat szerint. Minden egyes csoport két legjobb csapata kvalifikálta magát a 2020-as olimpiai játékokra.
| 2020-as Olimpiai kvalifikációs torna #1-es csoport                                                                                   | 2020-as Olimpiai kvalifikációs torna #2-es csoport                                                                                     | 2020-as Olimpiai kvalifikációs torna #3-as csoport                                             |
| --- | --- | ---------------------------------------------------------------------------------------------- |
| - Spanyolország VB-ezüstérmes - Svédország VB 7. - Argentína Amerikai bajnokság ezüstérmese - Szenegál Afrikai bajnokság ezüstérmese | - Oroszország VB-bronzérmes - Szerbia VB 6. - Kína Ázsiai bajnokság ezüstérmese - Kazahsztán Ázsiai bajnokság 4.: - Magyarország EB 7. | - Norvégia VB 4. - Montenegró VB 5. - Románia EB 4. - Észak-Korea Ázsiai bajnokság bronzérmese |

2020. január 10-én Észak-Korea visszalépett, és helyébe Kazahsztán került.
2020. február 3-án Kína és Hongkong is visszalépett, a helyükre Thaiföld válogatottja került. 2020 októberében Kína mégis kérte hogy szerepelhessen a tornán és az IHF teljesítette ezt a kérést.
2021. március 1-jén Kína újra visszalépett a versenyből a COVID-19 utazási korlátozásai miatt. A helyére került Kazahsztánt áthelyezték a 2-es csoportba, mivel más ázsiai csapat nem állt rendelkezésre. (Hongkong elutasította a részvételt, Thaiföld pedig nem válaszolt a határidő lejárta előtt).
Szenegál 2021. március 9-én visszalépett.
Mivel Oroszország minden nemzetközi sporttól el lett tiltva, ezért nem a saját zászlójuk és nevük alatt versenyeztek, hanem 'Orosz csapatként szerepeltek.

## 1-es csoport

### Eredmények
| Hely. | Csapat            | M | Gy | D | V | G+ | G– | Gk  | P | Továbbjutás                           |
| ----- | ----------------- | - | -- | - | - | -- | -- | --- | - | ------------------------------------- |
| 1.    | Spanyolország (H) | 2 | 1  | 1 | 0 | 59 | 44 | +15 | 3 | Kijutott a 2020-as olimpiai játékokra |
| 2.    | Svédország        | 2 | 1  | 1 | 0 | 62 | 49 | +13 | 3 | Kijutott a 2020-as olimpiai játékokra |
| 3.    | Argentína         | 2 | 0  | 0 | 2 | 37 | 65 | −28 | 0 |                                       |

### Mérkőzések
| 2021. március 19. 21:00 | Spanyolország | 28-28       | Svédország | Polideportivo Pla de l’Arc, Llíria Nézőszám: 0 Játékvezetők: Alpaidze, Berezkina (oroszok) |
| 2021. március 19. 21:00 | Martín 7      | (13–13)     | Westberg 7 | Polideportivo Pla de l’Arc, Llíria Nézőszám: 0 Játékvezetők: Alpaidze, Berezkina (oroszok) |
| 2021. március 19. 21:00 | 4× 1×         | Jegyzőkönyv | 8× 1× 2×   | Polideportivo Pla de l’Arc, Llíria Nézőszám: 0 Játékvezetők: Alpaidze, Berezkina (oroszok) |

| 2021. március 20. 18:15 | Svédország   | 34–21       | Argentína | Polideportivo Pla de l’Arc, Llíria Játékvezetők: Koo, Lee (koreaiak) |
| 2021. március 20. 18:15 | Lagerquist 7 | (17–8)      | Pizzo 5   | Polideportivo Pla de l’Arc, Llíria Játékvezetők: Koo, Lee (koreaiak) |
| 2021. március 20. 18:15 | 8× 3×        | Jegyzőkönyv | 1× 1×     | Polideportivo Pla de l’Arc, Llíria Játékvezetők: Koo, Lee (koreaiak) |

| 2021. március 21. 19:30 | Argentína | 16-31       | Spanyolország | Polideportivo Pla de l’Arc, Llíria Nézőszám: 0 Játékvezetők: Lemes, Sosa (uruguayiak) |
| 2021. március 21. 19:30 | Karsten 4 | (10-19)     | López 7       | Polideportivo Pla de l’Arc, Llíria Nézőszám: 0 Játékvezetők: Lemes, Sosa (uruguayiak) |
| 2021. március 21. 19:30 | 4× 1×     | Jegyzőkönyv | 5× 1×         | Polideportivo Pla de l’Arc, Llíria Nézőszám: 0 Játékvezetők: Lemes, Sosa (uruguayiak) |

## 2-es csoport

### Eredmények
| Hely. | Csapat           | M | Gy | D | V | G+  | G–  | Gk  | P | Továbbjutás                           |
| ----- | ---------------- | - | -- | - | - | --- | --- | --- | - | ------------------------------------- |
| 1.    | Oroszország      | 3 | 3  | 0 | 0 | 91  | 73  | +18 | 6 | Kijutott a 2020-as olimpiai játékokra |
| 2.    | Magyarország (H) | 3 | 2  | 0 | 1 | 100 | 71  | +29 | 4 | Kijutott a 2020-as olimpiai játékokra |
| 3.    | Szerbia          | 3 | 1  | 0 | 2 | 89  | 70  | +19 | 2 |                                       |
| 4.    | Kazahsztán       | 3 | 0  | 0 | 3 | 75  | 121 | −46 | 0 |                                       |

### Mérkőzések
| 2021. március 19. 17:00 | Kazahsztán      | 19-46       | Magyarország | Audi Aréna, Győr Nézőszám: 0 Játékvezetők: Năstase, Stancu (románok) |
| 2021. március 19. 17:00 | Alekszandrova 5 | (8-20)      | Lukács 7     | Audi Aréna, Győr Nézőszám: 0 Játékvezetők: Năstase, Stancu (románok) |
| 2021. március 19. 17:00 | 2× 1×           | Jegyzőkönyv | 4× 2×        | Audi Aréna, Győr Nézőszám: 0 Játékvezetők: Năstase, Stancu (románok) |

| 2021. március 19. 20:00 | Oroszország | 29-24       | Szerbia     | Audi Aréna, Győr Nézőszám: 0 Játékvezetők: García, Paolantoni (argentinok) |
| 2021. március 19. 20:00 | Vjahireva 7 | (17-13)     | Pop–Lazić 5 | Audi Aréna, Győr Nézőszám: 0 Játékvezetők: García, Paolantoni (argentinok) |
| 2021. március 19. 20:00 | 5× 1×       | Jegyzőkönyv | 5× 1×       | Audi Aréna, Győr Nézőszám: 0 Játékvezetők: García, Paolantoni (argentinok) |

| 2021. március 20. 17:30 | Szerbia     | 23-31       | Magyarország | Audi Aréna, Győr Játékvezetők: Bonaventura, Bonaventura (franciák) |
| 2021. március 20. 17:30 | Dmitrović 6 | (12-16)     | Zácsik 7     | Audi Aréna, Győr Játékvezetők: Bonaventura, Bonaventura (franciák) |
| 2021. március 20. 17:30 | 3×          | Jegyzőkönyv | 2× 1×        | Audi Aréna, Győr Játékvezetők: Bonaventura, Bonaventura (franciák) |

| 2021. március 20. 20:30 | Oroszország | 33-26       | Kazahsztán      | Audi Aréna, Győr Játékvezetők: Belkhiri, Hamidi (algériaik) |
| 2021. március 20. 20:30 | Fomina 10   | (17-16)     | Alekszandrova 7 | Audi Aréna, Győr Játékvezetők: Belkhiri, Hamidi (algériaik) |
| 2021. március 20. 20:30 | 5× 1×       | Jegyzőkönyv | 2× 1×           | Audi Aréna, Győr Játékvezetők: Belkhiri, Hamidi (algériaik) |

| 2021. március 21. 17:30 | Szerbia     | 42-30       | Kazahsztán    | Audi Aréna, Győr Nézőszám: 0 Játékvezetők: García, Paolantoni (argentinok) |
| 2021. március 21. 17:30 | Kovačević 8 | (23-16)     | Alexandrova 9 | Audi Aréna, Győr Nézőszám: 0 Játékvezetők: García, Paolantoni (argentinok) |
| 2021. március 21. 17:30 | 1×          | Jegyzőkönyv |               | Audi Aréna, Győr Nézőszám: 0 Játékvezetők: García, Paolantoni (argentinok) |

| 2021. március 21. 20:30 | Magyarország    | 23-29   | Oroszország | Audi Aréna, Győr Nézőszám: 0 Játékvezetők: Belkhiri, Hamidi (algériaiak) |
| 2021. március 21. 20:30 | három játékos 5 | (12-14) | Vjahireva 7 | Audi Aréna, Győr Nézőszám: 0 Játékvezetők: Belkhiri, Hamidi (algériaiak) |
| 2021. március 21. 20:30 | Jegyzőkönyv     |         |             | Audi Aréna, Győr Nézőszám: 0 Játékvezetők: Belkhiri, Hamidi (algériaiak) |

## 3-as csoport

### Eredmények
| Hely. | Csapat         | M | Gy | D | V | G+ | G– | Gk | P | Továbbjutás                           |
| ----- | -------------- | - | -- | - | - | -- | -- | -- | - | ------------------------------------- |
| 1.    | Montenegró (H) | 2 | 1  | 0 | 1 | 53 | 51 | +2 | 2 | Kijutott a 2020-as olimpiai játékokra |
| 2.    | Norvégia       | 2 | 1  | 0 | 1 | 52 | 52 | 0  | 2 | Kijutott a 2020-as olimpiai játékokra |
| 3.    | Románia        | 2 | 1  | 0 | 1 | 52 | 54 | −2 | 2 |                                       |

### Mérkőzések
| 2021. március 19. 19:30 | Norvégia | 23-28       | Montenegró | Verde Complex, Podgorica Nézőszám: 0 Játékvezetők: Lah, Sok (szlovének) |
| 2021. március 19. 19:30 | Aune 4   | (12-13)     | Jauković 7 | Verde Complex, Podgorica Nézőszám: 0 Játékvezetők: Lah, Sok (szlovének) |
| 2021. március 19. 19:30 | 2×       | Jegyzőkönyv | 4× 2×      | Verde Complex, Podgorica Nézőszám: 0 Játékvezetők: Lah, Sok (szlovének) |

| 2021. március 20. 19:30 | Norvégia    | 29-24       | Románia  | Verde Complex, Podgorica Nézőszám: 0 Játékvezetők: Christiansen, Hanse (dánok) |
| 2021. március 20. 19:30 | Skogrand 12 | (13-11)     | Neagu 11 | Verde Complex, Podgorica Nézőszám: 0 Játékvezetők: Christiansen, Hanse (dánok) |
| 2021. március 20. 19:30 | 1×          | Jegyzőkönyv | 4× 1×    | Verde Complex, Podgorica Nézőszám: 0 Játékvezetők: Christiansen, Hanse (dánok) |

| 2021. március 21. 16:00 | Montenegró | 25-28       | Románia  | Verde Complex, Podgorica Nézőszám: 0 Játékvezetők: García, Marín (spanyolok) |
| 2021. március 21. 16:00 | Jauković 9 | (15-15)     | Neagu 12 | Verde Complex, Podgorica Nézőszám: 0 Játékvezetők: García, Marín (spanyolok) |
| 2021. március 21. 16:00 | 8× 2×      | Jegyzőkönyv | 5× 1×    | Verde Complex, Podgorica Nézőszám: 0 Játékvezetők: García, Marín (spanyolok) |